# 新武尔姆斯托夫
新武尔姆斯托夫是德国下萨克森州的一个市镇。总面积56.18平方公里，总人口20862人，其中男性10338人，女性10524人（2011年12月31日），人口密度371人/平方公里。